# Колю Фічето
Нікола Іванов Фічев, відомий як Кольо Фічето, а також Уста Колю Фічето (від турецького «уста» та арабського «устаз» — майстер, вчитель, професор) — будівельник, архітектор та скульптор епохи болгарського відродження.

## Біографія
Народився в місті Дряново у 1800 році. У три роки став сиротою без батька, у десятирічному віці почав навчатися будівельному ремеслу у майстра з Трявни. У 17 років він почав навчання у майстрів західноболгарської будівельної школи в місті Корча з обробки каменю, а потім перейшов до вивчення будівництва церков, дзвіниць та мостів від брациговських майстрів. Зовсім молодий, двадцятитрьохрічний Колю уже був підмайстром, а в 36 він був визнаний професіоналом у всіх видах будівельних робіт.
Колю Фічев чудово знав турецьку мову, добре розмовляв грецькою та румунською мовами. Колю відомий тим, що під час османського панування в Болгарії збудував міст, а під час його випробовування лежав під ним, таким чином гарантією надійності мосту було життя самого будівельника.
Помер у 1881 році в Терново, де і був похований. Болгарський генерал Іван Фічев — внук Колю Фічева.
Іменем Ніколи Фічева названо морський мис в Антарктиді.

## Відомі проекти
- Беленський міст над рікою Янтра, край Бяла (1865—1867)
- «Света Троица», църква в Свищов (1867)
- Покритият мост в Ловеч над река Осъм (1872—1874)
- Църква «Св. Преображение Господне», Преображенски манастир
- Ханът на хаджи Николи Минчоолу
- Килифаревски манастир (1840—1841/2)
- Церква «Св. св. Константин и Елена», Велике Терново
- Церква «Св. Спас», Велике Терново
- Церква «Св. Богородица», Велике Терново
- Церква «Св. Никола», Велике Терново
- Церква «Св. св. Кирил и Мефодій» («Св. Атанас»), Велике Терново
- Церква «Св. Илия», Плаковски манастир
- Церква «Св. Богородица», с. Присово
- Церква «Св. Марина», В. Търново
- Църква «Св. Димитър», Лясковец
- Патриаршески манастир «Света Троица»
- Църква «Св. Никола», Горна Оряховица
- Мост над р. Росица, Севлиево
- Мост над Дряновската река, Дряново
- Къщата с маймунката на Никола Коюв, В. Търново
- Църквата «Св. Никола», Дряново
- Икономовата къща, Дряново
- Фабриката за коприна на Стефан Карагьозов, В. Търново
- Чешма в двора на Соколски манастир, Габрово
- Сградата на бившия конак, Велико Търново